# حشره‌خوار آبی ژاپنی
 حشره‌خوار آبی ژاپنی (نام علمی: Chimarrogale platycephalus) نام یک گونه از سرده حشره‌خوارهای آبی آسیایی است.